# مستقبلات الهستامين

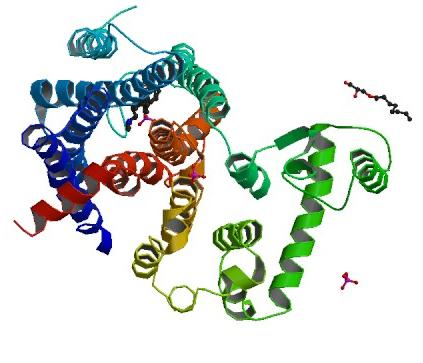

مستقبلات الهستامين (بالإنجليزية: Histamine receptor)‏ هي فئة من المستقبلات المقترنة بالبروتين ج، والتي يرتبط بها الهستامين منتجا آثاره المختلفة في الجسم.
هناك أربعة أنواع معروفة لمستقبلات الهستامين وهي:
- مستقبلات هستامين هـ1
- مستقبلات هستامين هـ2
- مستقبلات هستامين هـ3
- مستقبلات هستامين هـ4